# Saint-Didier-sous-Riverie
Saint-Didier-sous-Riverie és un municipi delegat francès, situat al departament del Roine i a la regió d'Alvèrnia-Roine-Alps. L'any 2007 tenia 1.179 habitants. Fins al 31 de desembre 2016 era un municipi independent que alhora va fusionar amb Saint-Maurice-sur-Dargoire i Saint-Sorlin al municipi nou de Chabanière.

## Demografia
El 2007 la població de fet de Saint-Didier-sous-Riverie era de 1.179 persones. Hi havia 434 famílies de les quals 80 eren unipersonals (28 homes vivint sols i 52 dones vivint soles), 141 parelles sense fills, 209 parelles amb fills i 4 famílies monoparentals amb fills.

La població ha evolucionat segons el següent gràfic:

### Habitatges
El 2007 hi havia 490 habitatges, 438 eren l'habitatge principal de la família, 28 eren segones residències i 23 estaven desocupats. 451 eren cases i 36 eren apartaments. Dels 438 habitatges principals, 338 estaven ocupats pels seus propietaris, 80 estaven llogats i ocupats pels llogaters i 20 estaven cedits a títol gratuït; 3 tenien una cambra, 14 en tenien dues, 65 en tenien tres, 127 en tenien quatre i 229 en tenien cinc o més. 353 habitatges disposaven pel capbaix d'una plaça de pàrquing. A 180 habitatges hi havia un automòbil i a 236 n'hi havia dos o més.

## Economia
El 2007 la població en edat de treballar era de 766 persones, 606 eren actives i 160 eren inactives. De les 606 persones actives 579 estaven ocupades (317 homes i 262 dones) i 27 estaven aturades (6 homes i 21 dones). De les 160 persones inactives 38 estaven jubilades, 76 estaven estudiant i 46 estaven classificades com a «altres inactius».

### Activitats econòmiques
Dels 34 establiments que hi havia el 2007, una empresa alimentària, una empresa de fabricació d'elements pel transport, tres d'empreses de fabricació d'altres productes industrials, 8 d'empreses de construcció, 6 d'empreses de comerç i reparació d'automòbils, 2 d'empreses de transport, 1 d'una empresa d'hostatgeria i restauració, 1 d'una empresa d'informació i comunicació, 1 d'una empresa financera, 6 d'empreses de serveis, 1 d'una entitat de l'administració pública i 3 d'empreses classificades com a «altres activitats de serveis».
L'any 2000 hi havia 51 explotacions agrícoles que conreaven un total de 836 hectàrees.

## Equipaments sanitaris i escolars
El 2009 hi havia dues escoles elementals.